# Кариозома
Като кариозома се означава хроматинът в клетъчното ядро, когато клетката не е в процес на митотично делене.